# Richard Howell (Gouverneur)

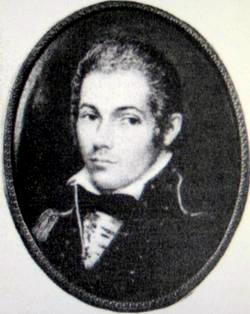
Richard Howell

Richard Howell (* 25. Oktober 1754 in Newark, Delaware Colony; † 28. April 1802 in Trenton, New Jersey) war ein US-amerikanischer Politiker und von 1793 bis 1801 Gouverneur des Bundesstaates New Jersey.

## Frühe Jahre
Richard Howell war eines von elf Kindern von Ebenezer Howell und seiner Frau Sarah, geborene Bond. Die Familie war 1724 aus Wales in die amerikanischen Kolonien eingewandert. Die Howells gehörten der Glaubensgemeinschaft der Quäker an und betrieben in Delaware eine Farm. Der junge Richard besuchte zunächst die öffentlichen Schulen seiner Heimat und genoss dann eine private Ausbildung. Schließlich begann er ein Jurastudium, das er aber wegen des beginnenden Konflikts mit England unterbrach. In dieser Zeit wurde er Mitglied der Episkopalkirche. Um das Jahr 1774 verlegte Howell seinen Wohnsitz in das Cumberland County.

## Politischer Aufstieg
Von Anfang an unterstützte Richard Howell die amerikanische Revolution. Noch vor dem Ausbruch des Unabhängigkeitskrieges kommandierte er eine Kompanie junger Männer. Am 22. November 1774 war er an der Verbrennung einer Teelieferung in Greenwich beteiligt. Bei diesem Unternehmen diente die Boston Tea Party als Vorbild. Zwischen 1775 und 1779 nahm er aktiv an den Kämpfen des Unabhängigkeitskrieges teil. Dabei stieg er bis zum Major auf. Howell nahm an mehreren Schlachten teil und war mit George Washington in Valley Forge.
Danach wurde er juristisch tätig. Bis 1793 war er bei der Verwaltung des Obersten Gerichtshofes von New Jersey angestellt. Richard Howell wurde Mitglied der von Alexander Hamilton gegründeten Föderalistischen Partei.

## Gouverneur von New Jersey
Im Jahr 1793 wurde Howell als Kandidat seiner Partei zum Gouverneur seines Staates gewählt. Nachdem er jährlich wiedergewählt wurde, übte er dieses Amt zwischen dem 3. Juni 1793 und dem 31. Oktober 1801 aus. In seiner Amtszeit kam es zu der sogenannten Whiskey-Rebellion. Dabei widersetzten sich Schwarzbrenner den von der Bundesregierung geforderten Steuern. Ein Schwerpunkt dieser Rebellion war der Staat Pennsylvania. Dorthin marschierte der Gouverneur an der Spitze seiner Miliz, um bei der Niederschlagung der Rebellion zu helfen. Später unterstützte er Präsident John Adams und dessen verfassungsrechtlich gesehen fragwürdiges Vorgehen im Zusammenhang mit den Vorbereitungen auf einen möglichen Krieg mit Frankreich, den Howell auch unterstützt hätte.

## Weiterer Lebenslauf
Nach dem Ende seiner Gouverneurszeit zog sich Howell aus der Politik zurück und wurde wieder als Anwalt tätig. Er verstarb aber bereits sechs Monate nach dem Ausscheiden aus dem Amt des Gouverneurs im April 1802. Mit seiner Frau Kezia Burr hatte er neun Töchter. Seine Enkelin Varina (1826–1906) heiratete im Jahr 1845 Jefferson Davis, den späteren Präsidenten der Konföderierten Staaten.